# Paronychia albomarginata
Paronychia albomarginata är en nejlikväxtart som beskrevs av Earl Lemley Core. Paronychia albomarginata ingår i släktet prasselörter, och familjen nejlikväxter. Inga underarter finns listade i Catalogue of Life.